# 種子島空港

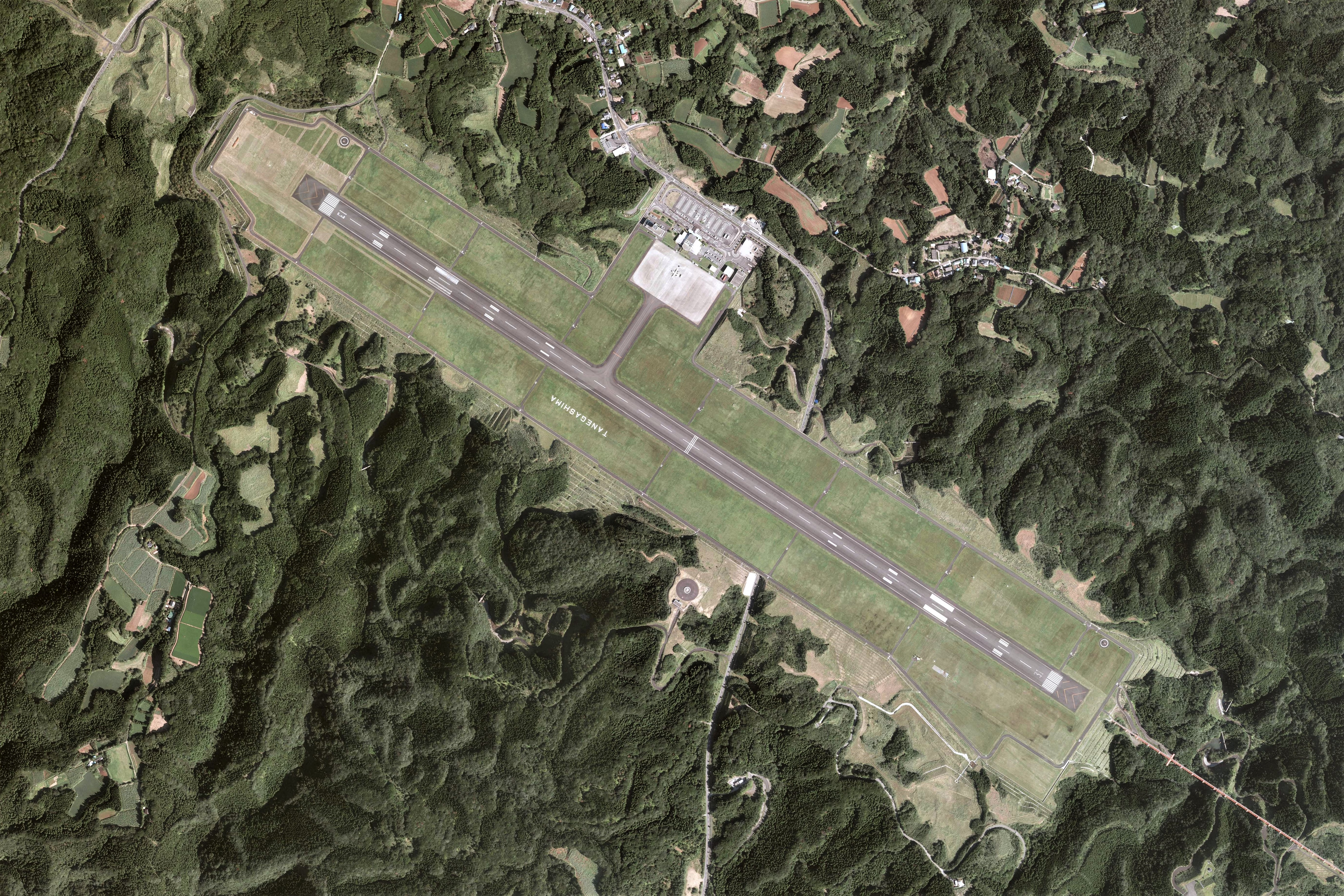
種子島空港付近の空中写真。2012年撮影の4枚より合成作成。

種子島空港（たねがしまくうこう、英: Tanegashima Airport、IATA: TNE, ICAO: RJFG）は、鹿児島県熊毛郡中種子町（種子島）にある地方管理空港である。愛称はコスモポート種子島。

## 概要
種子島のほぼ中央に位置する。約8 km南西に位置した旧種子島空港は滑走路が1,500 mと短いためプロペラ機のみの就航であったが、新種子島空港の開港により、同県の離島空港の中で、徳之島空港、奄美空港に次いで、同港にジェット機（小型）の乗り入れが可能になった。
昨今、通年で運航する定期便はプロペラ機のみである。季節運航便およびチャーター便においてはジェット機が使用され、2006年度冬季より農協観光募集型企画旅行において、日本トランスオーシャン航空のボーイング737型機が全国各地から就航した。
JTAによるチャーター便は設定されていないが、不定期でフジドリームエアラインズによる国内線チャーター便が、旅行代理店主催のツアー向けに運航されている。2018年からは日本エアコミューターが運航していた大阪国際空港との間の季節運航便がジェイエアによる運航に変更されジェット化となった。なお鹿児島空港以外との路線は季節運航となる大阪便を除いて存在しない。
愛称であるコスモポートは、種子島宇宙センターに由来する「コスモ（宇宙）」と港を表す「ポート」からの造語。
年間利用客数は、86,962人（2019年度）。
平成元年頃は、年間約22万人の利用客数があり、県内では鹿児島空港・奄美空港に次ぐ多さであったが、同年に種子島（西之表港）－鹿児島本土（鹿児島本港）間に就航した高速船（水中翼船・ジェットフォイル）に徐々に利用客を奪われ、最も利用客が少なかった年と比べれば、やや回復傾向にはあるものの、現在では年間約9万人程となっている。
これは、種子島から鹿児島本土までの所要時間（海港および空港までの時間）については、飛行機の方が短いものの（所要時間は飛行機が約40分、高速船が約1時間30分）、県庁所在地である鹿児島市までの所要時間については、鹿児島空港からの高速バスへの乗り継ぎ時間や乗車時間を含めると、高速船よりもやや長くなり、運賃面も含めて優位性が薄れた為である。しかし、東京や大阪へ乗り継ぐ場合は、飛行機を利用した方が手間がかからない事や、時化による船舶の欠航時には、島外へ渡る唯一の手段となる事から、一定の需要は保たれている。

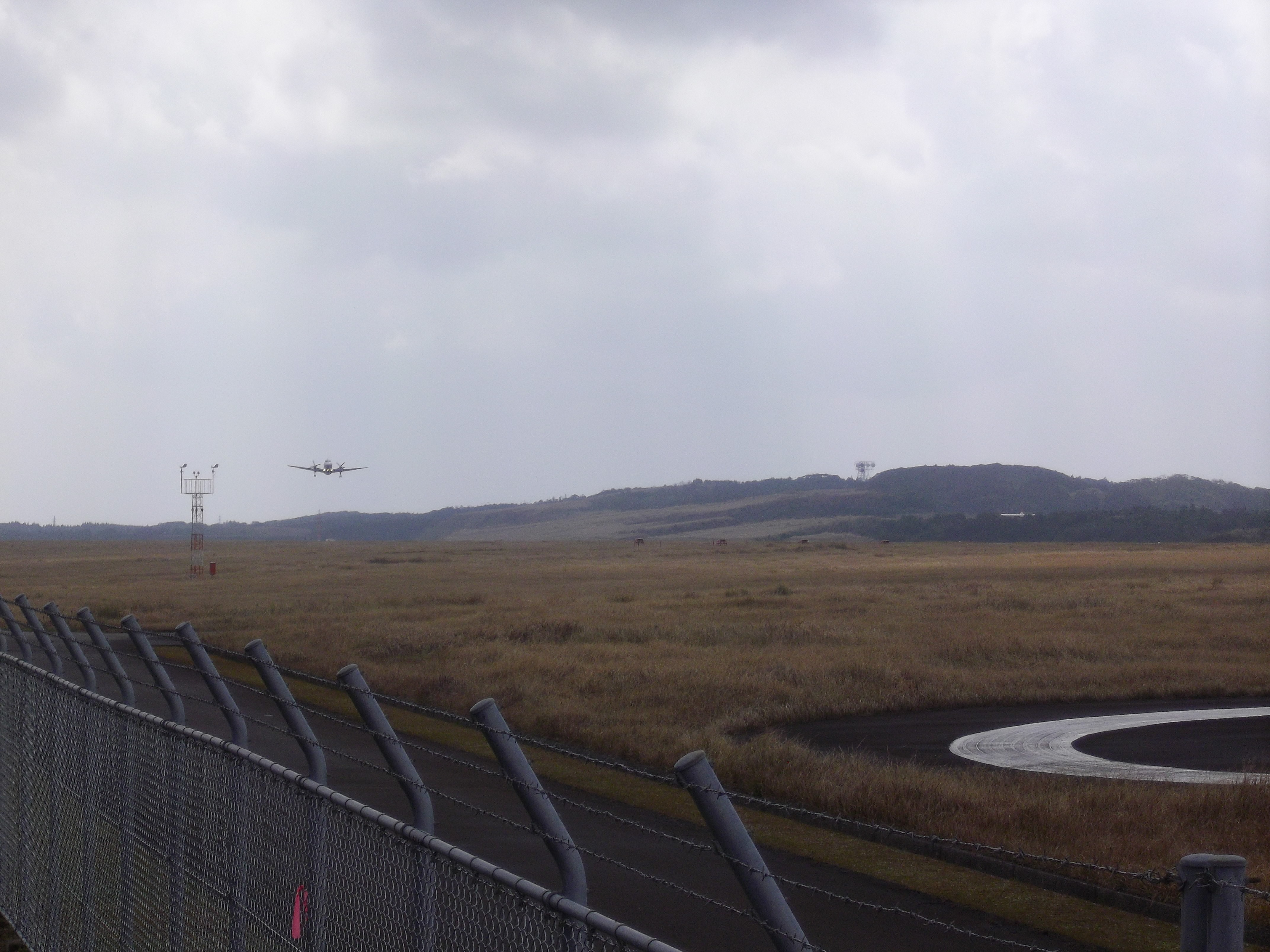
離陸するSAAB340B機
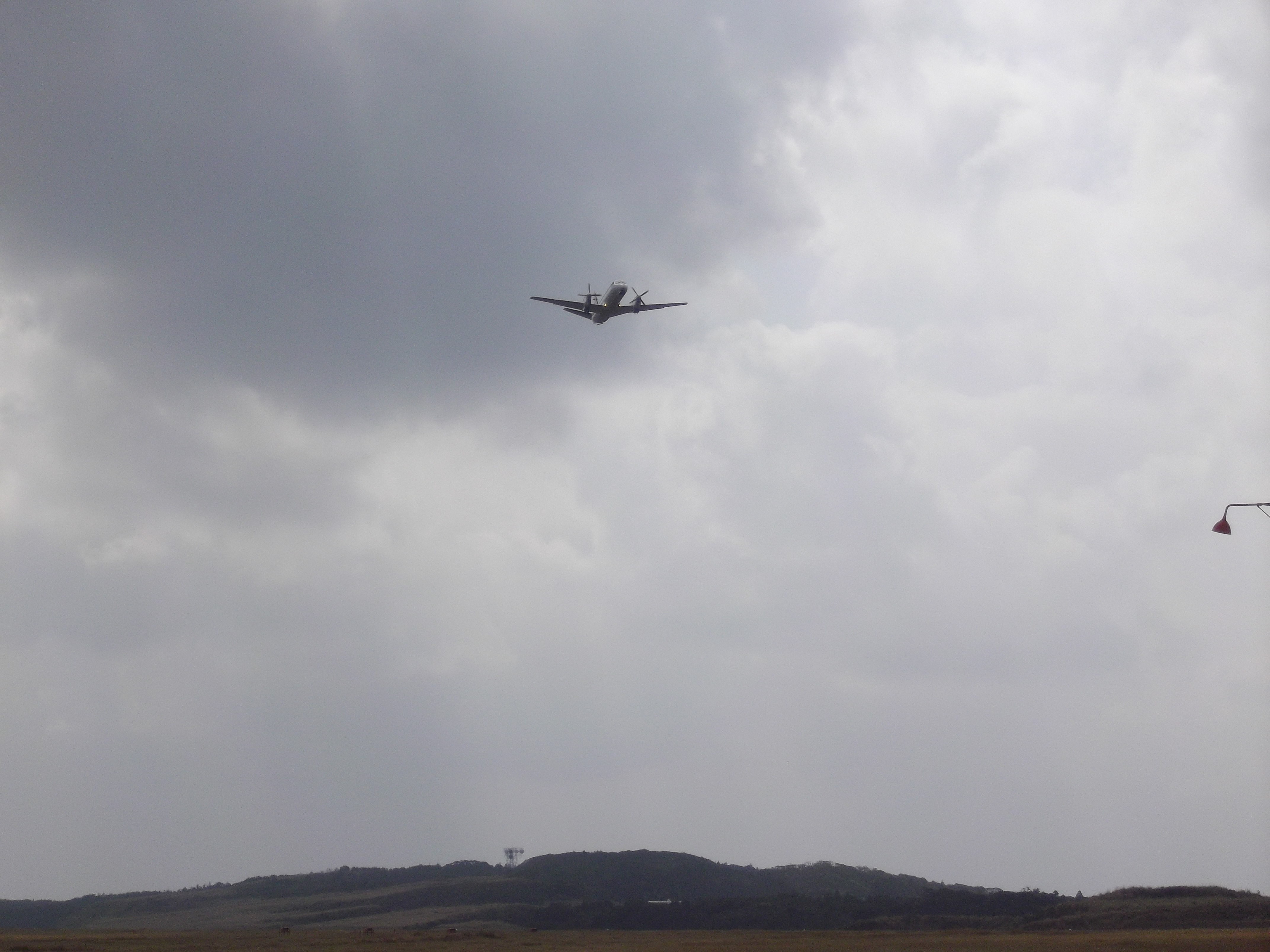
同左

## 沿革
- 1992年（平成4年）11月17日 - 設置許可
- 2005年6月10日 - 愛称を「コスモポート種子島」に決定
- 2006年3月16日 - 新種子島空港開港[7][8]
- 2008年6月18日 - 種子島空港に名称変更
- 2009年8月31日 - この日をもって日本エアコミューターによる大阪国際空港便の定期運航休止[9]。その後、同路線はジェイエアにより繁忙期期間限定で運航されている。
- 2013年4月1日 - 福岡航空測候所種子島空港出張所閉鎖

## 施設
ターミナルは平屋建てのシンプルな構造で、レストランと土産物店がそれぞれ1軒ずつあるほか、JAXA種子島宇宙センターに関する展示室が設けられ、ターミナル屋上には無料の展望デッキが設置されている。
なお、空港ターミナルから鹿児島県道76号線を南東側に3 kmほど行くと展望公園がある。

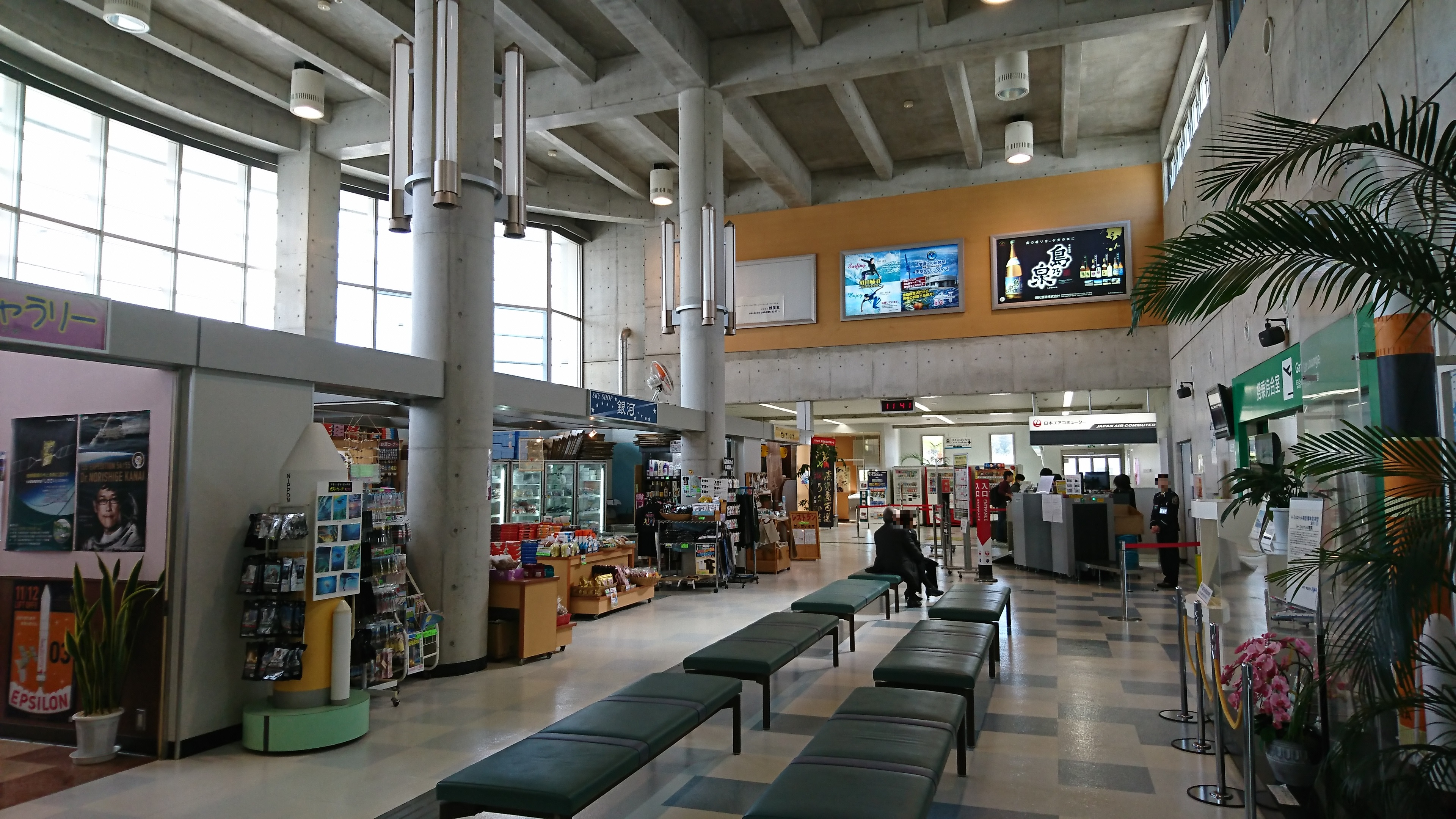
空港ロビー
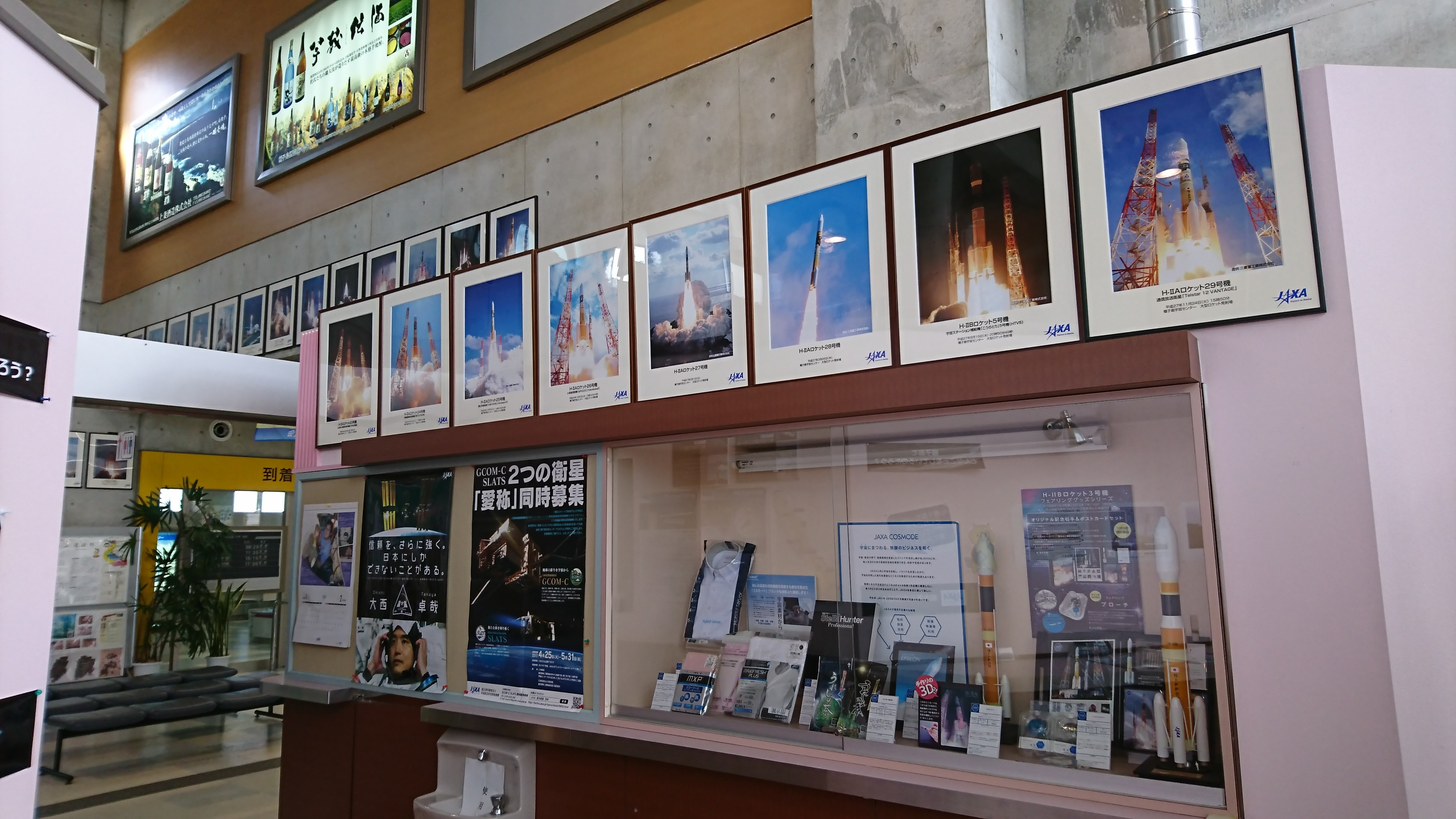
空港内のJAXA展示室
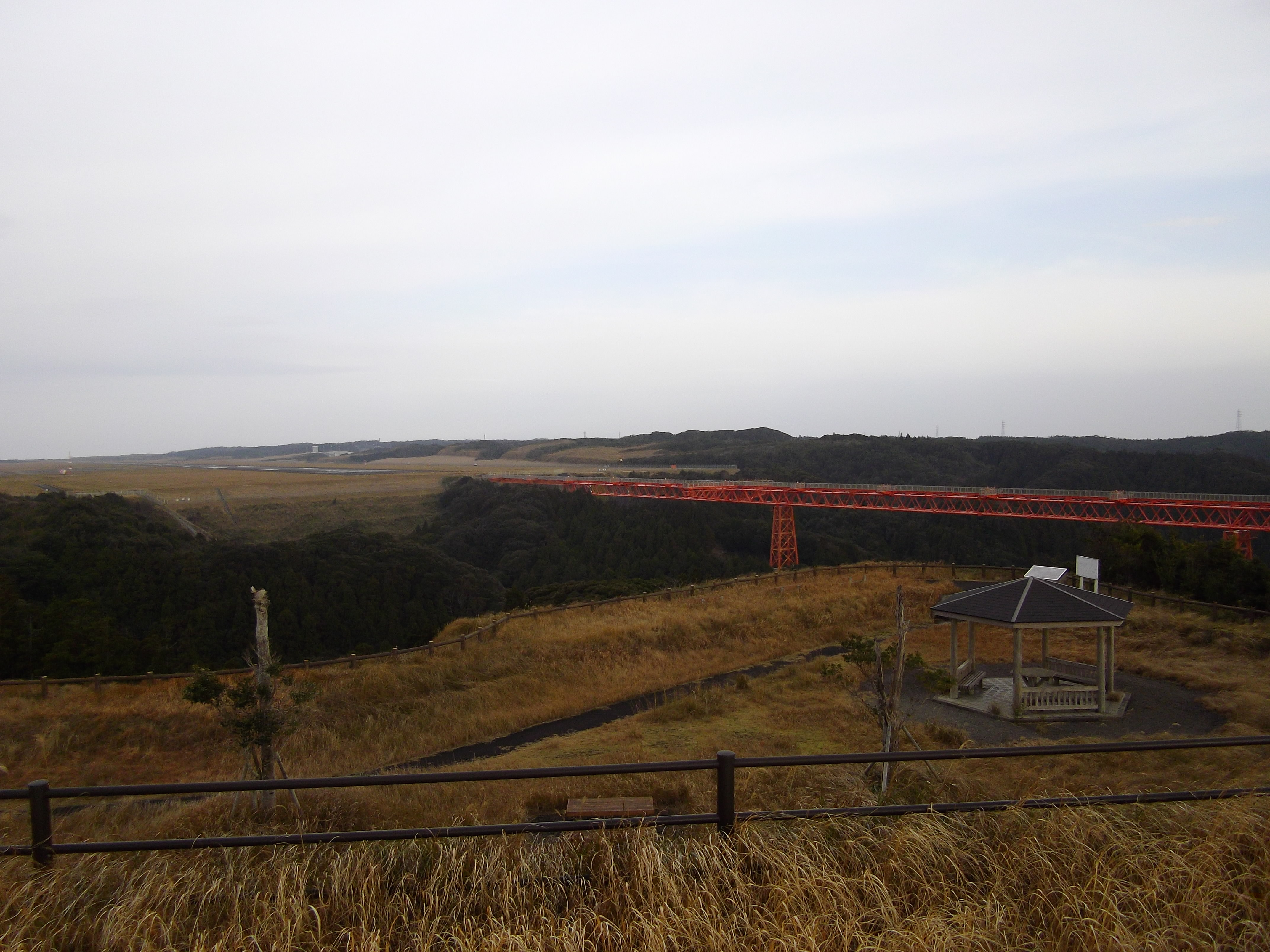
種子島空港誘導灯と展望公園。中央遠くに写っているのが空港ターミナル。滑走路、太平洋側方面から。

## 路線

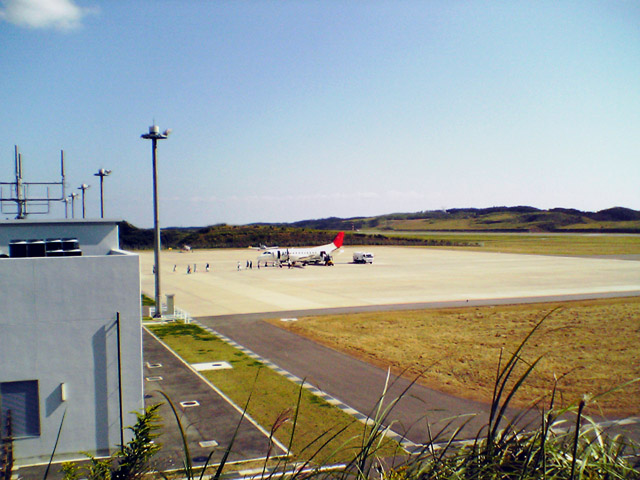
同港のエプロン（中央はサーブ340機）

旧空港時代には、大阪（伊丹空港）との定期便（1975年2月開設）があったが、現在は季節運航のみとなっている。また、屋久島空港との間に日本内外航空による定期便が運航（1977年10月1日開設）されていたが、1983年4月1日に運休された。同年6月24日から同路線を引き継ぐ形で公共施設地図航空によるチャーター便が運航開始されたが、1986年3月10日に運休、同年5月22日から、日本産業航空（後の朝日航空）によるチャーター便が運航開始されたが、1990年3月10日に運休、翌年1991年3月10日に廃止、その後も日本コンチネンタル空輸などによるチャーター便が運航されたが、やがて運休・廃止となった。
- 日本航空 (JAL)
  - 大阪国際空港（季節運航）[11]
  - 鹿児島空港[12][13]

## アクセス
和人組が空港連絡バスを運行してきたが、運転士不足および乗客が少なく採算が取れないことを理由に2024年3月で撤退、以降は前日までの予約が必要な予約制タクシーが運行されている。バスは日祝運休であったがタクシーは全日運行している。
- 西之表市発着便
- 南種子町発着便